# Музеи Уфы

## История
Первый музей в Уфе появился 23 апреля 1864 года как Уфимский губернский музей, а в 1886 году он открылся на Пушкинской аллее в перестроенном в 1870-х годах здании упраздненной Уфимской гауптвахты (ныне — улица Пушкина, 85/1) как Уфимский краеведческий музей. Первоначально, из-за отсутствия постоянного помещения, губернский музей представлял собой исключительно склад коллекций, собранных в Уфимской губернии — продукты и изделия местного производства в двух экземплярах, один из которых сохранялся в фонде музея. Также, в 1867 году, при создания музея в Санкт-Петербурге, по всей Российской Империи собирали коллекции минералов, в том числе, на Южном Урале — один из двух собранных экземпляров для Санкт-Петербургского музея отправлялся в коллекцию Уфимского музея. В итоге, более 400-от экспонатов составили основной фонд коллекции будущего краеведческого музея. В 1924 году фонды музея пополнялись, и шла организация отделов зоологии, геологии и палеонтологии края; в музее археологический и этнографический отделы были самыми крупными на тот момент.

## Закрытые музеи

### Музей истории комсомола Башкирии
Являлся структурным подразделением Башкирского областного комитета ВЛКСМ в БАССР. Действовал с 28 февраля 1979 года по 6 февраля 1991 год. Фонды музея хранятся в Центральном государственном архиве общественных объединений Республики Башкортостан.

### Музей лесовода Георгия Михайловича Рутто (Комната Г. М. Рутто)
Действовал до 1991 года. Позднее здание использовалось как гостиница и офис.

### Музей этнографии народов Башкортостана
Действовал в 1994–2001 годах. Фонды переданы в Национальный музей Республики Башкортостан.

### Уфимская Ленинская мемориальная зона (Уфимский Ленинский мемориал)
Филиал Центрального музея В. И. Ленина. Действовал с 2 (5) июля 1982 года по 2002 год.
Существовала рядом с Домом-музеем В. И. Ленина в Новой Уфе, в квартале вдоль улицы Крупской, ограниченном улицами Достоевского и Кирова. Были реконструированы и отреставрированы дома дореволюционной Уфы периода пребывания здесь В. И. Ленина, а именно 1900 года.
На этой территории были воссозданы 14 домов из красного кирпича и 17 надворных построек (конюшня, каретник, колодец для воды, баня), отреставрированы два уцелевших кирпичных двухэтажных дома дореволюционной постройки, замощены улицы булыжником, установлены уличные фонари, разбит парк на всей площади (ныне — сквер на площади двух фонтанов). В самих зданиях разместились разные общественные организации и музейные залы того времени. Эта территория была объявлена памятником архитектуры и истории.
С 1994 года зона стала считаться подразделением Музея этнографии народов Башкортостана, свой охранный статус утратила.
Музейный комплекс просуществовал до 2002 года. Он был полностью снесён в 2002—2003 годах вместе с действительно историческими постройками и памятниками архитектуры рубежа XIX–XX века. Вместо него, в 2003–2005 годах, были возведены жилой комплекс «Ленинский мемориал», два административно-офисных и развлекательных здания, устроена площадь двух фонтанов и автостоянка. Частично сохранился парк как сквер. Позднее также был разбит сквер Геодезистов.

## Действующие музеи

### Исторический парк «Россия — моя история»
Мультимедийный исторический парк-музей, занимающий площадь около 7000 квадратных метров на территории «ВДНХ-Экспо», открылся 12 июня 2017 года в рамках всероссийского проекта «Россия — моя история» и стал первым региональным парком в составе масштабной федеральной сети. 26 декабря 2017 года парк-музей попал в Книгу рекордов Гиннесса России как самый большой мультимедийный парк в стране, имея 1681,3 м2 общей площади экранов мультимедийной исторической экспозиции.

### Музей истории города Уфы
Открылся в сентябре 2019 года по адресу: улица Ленина, 72.

### Музей полярников имениВалериана Альбанова
Открылся в мае 2021 года в двухэтажной усадьбе купцов Соловьёвых на улице Свердлова. Экспозиция музея посвящена истории освоения Арктики и выдающимся исследователям.

### Музей почты Башкортостана
Находится в Доме связи.

### Музей связи ОАО «Башинформсвязь»
В музее существует экспозиция элементов и документов Уфимской радиостанции имени Коминтерна РВ-1.

### Национальный музей Республики Башкортостан (и филиалы)
Действуют четыре филиала: Дом-музей Ш. А. Худайбердина; Мемориальный дом-музей А. Э. Тюлькина; Мемориальный дом-музей Мажита Гафури; Мемориальный дом-музей С. Т. Аксакова.

### Республиканский музей Боевой Славы (и филиал)
Филиал: музей 112-й (16-й гвардейской) Башкирской кавалерийской дивизии.